# Georges Delerue
Georges Delerue (Roubaix, 12 maart 1925 – Los Angeles, 20 maart 1992) was een Frans componist van filmmuziek.
Georges Delerue componeerde meer dan 250 muziekstukken voor film en televisie. Hij werd tijdens zijn carrière vijf keer genomineerd voor de Oscar voor beste filmmuziek. Met zijn muziek bij de romantische komedie A Little Romance (1979) van George Roy Hill won hij de prijs ook daadwerkelijk. Hij componeerde muziek bij films van onder meer François Truffaut, Philippe De Broca, Jean-Luc Godard, Alain Resnais, Louis Malle, Agnès Varda, Bernardo Bertolucci, Jules Dassin, Fred Zinnemann, Mike Nichols, John Huston, George Cukor, Bob Rafelson en Oliver Stone. Hij overleed op 67-jarige leeftijd aan een hartaanval.

## Filmografie (selectie)
- 1957: Un amour de poche
- 1959: Hiroshima mon amour
- 1960: Tirez sur le pianiste
- 1961: L'Affaire Nina B.
- 1962: Jules et Jim
- 1963: Le Mépris
- 1963: L'Aîné des Ferchaux
- 1964: La Peau douce
- 1964: The Pumpkin Eater
- 1965: Le Corniaud
- 1965: Viva Maria!
- 1966: A Man for All Seasons
- 1967: Oscar
- 1969: Le Cerveau
- 1969: Anne of the Thousand Days
- 1969: Hibernatus
- 1969: Women in Love
- 1969: A Walk with Love and Death
- 1969: Anne of the Thousand Days
- 1970: Il conformista
- 1970: Promise at Dawn
- 1971: Malpertuis
- 1971: Mira
- 1971: The Horsemen
- 1971: Les Deux Anglaises et le Continent
- 1972: Une belle fille comme moi
- 1973: The Day of the Jackal
- 1973: The Day of the Dolphin
- 1973: La Nuit américaine
- 1976: Comme un boomerang
- 1976: Police Python 357
- 1976: Le Grand Escogriffe
- 1977: Préparez vos mouchoirs
- 1977: Julia
- 1978: Tendre poulet
- 1979: L'Amour en fuite
- 1979: Mijn vriend
- 1979: A Little Romance
- 1980: Le Dernier Métro
- 1981: Documenteur
- 1981: Rich and Famous
- 1981: True Confessions
- 1981: La Femme d'à côté
- 1982: La Passante du Sans-Souci
- 1983: Vivement dimanche!
- 1983: Silkwood
- 1985: Agnes of God
- 1986: Salvador
- 1986: Platoon
- 1986: Conseil de famille
- 1986: Descente aux enfers
- 1987: Maid to Order
- 1987: The Pick-up Artist
- 1987: Escape from Sobibor
- 1988: Twins
- 1988: Biloxi Blues
- 1989: Steel Magnolias
- 1990: Joe Versus the Volcano
- 1991: Curly Sue
- 1992: Man Trouble